# Kõruse-Metsaküla
Kõruse-Metsaküla is een plaats in de Estlandse gemeente Saaremaa, provincie Saaremaa. De plaats heeft de status van dorp (Estisch: küla).
Tot in oktober 2017 behoorde Kõruse-Metsaküla tot de gemeente Kihelkonna en heette de plaats Metsaküla. In die maand werd Kihelkonna bij de fusiegemeente Saaremaa gevoegd. Daarbij werd de naam Metsaküla veranderd in Kõruse-Metsaküla naar het buurdorp Kõruse, omdat in de fusiegemeente nog een dorp Metsaküla ligt.

## Bevolking
Het dorp had nog maar 1 inwoner op 31 december 2011 en geen inwoners meer op 31 december 2021.

## Ligging
Kõruse-Metsaküla ligt aan de westkust van het eiland Saaremaa. Het schiereiland Harilaid (3,6 km²) met de vuurtoren Kiipsaare ligt op het grondgebied van de plaats. Landinwaarts ligt het meer Sarapiku järv (38,5 ha). De plaats ligt in het Nationaal park Vilsandi.

## Geschiedenis
(Kõruse-)Metsaküla werd pas in 1922 voor het eerst genoemd onder de naam Metsa als nederzetting op het voormalige landgoed van Tagamõisa. Later werd het woord küla (Estisch voor ‘dorp’) aan de naam toegevoegd. Tussen 1977 en 1997 maakte Metsaküla deel uit van het buurdorp Kuralase.

## Foto's

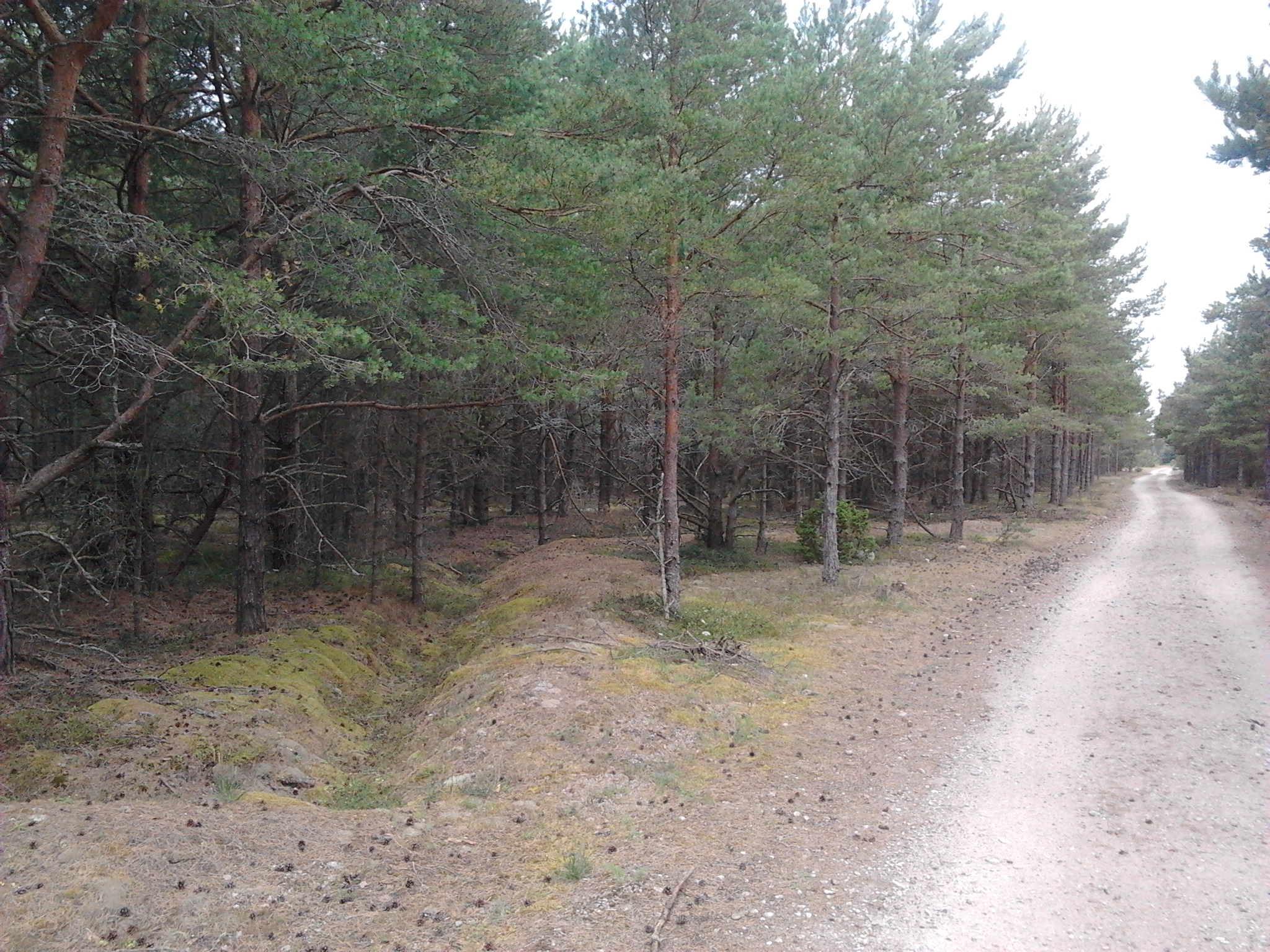
Weg op Harilaid
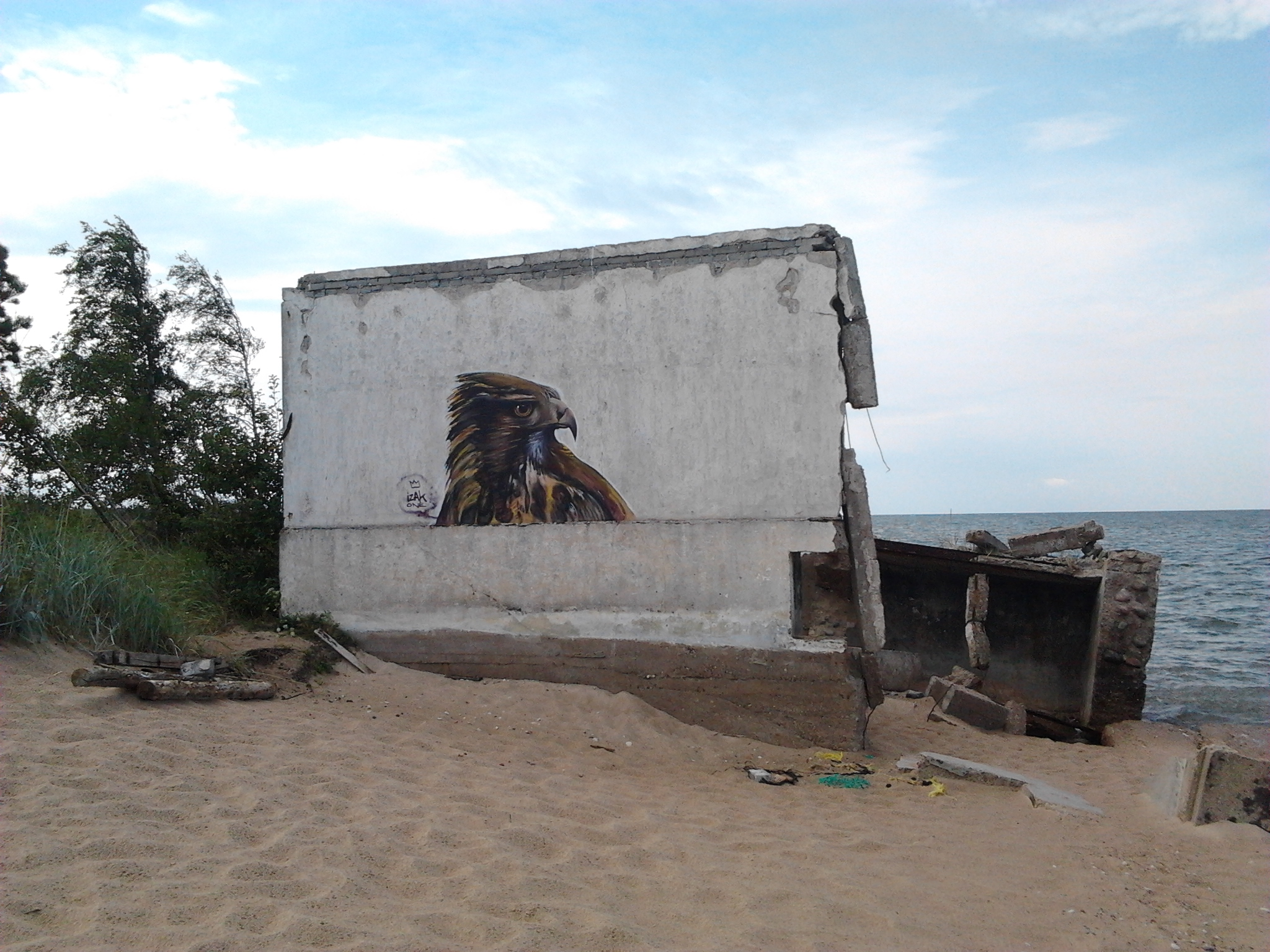
Restant van een kantoor van de grenspolitie
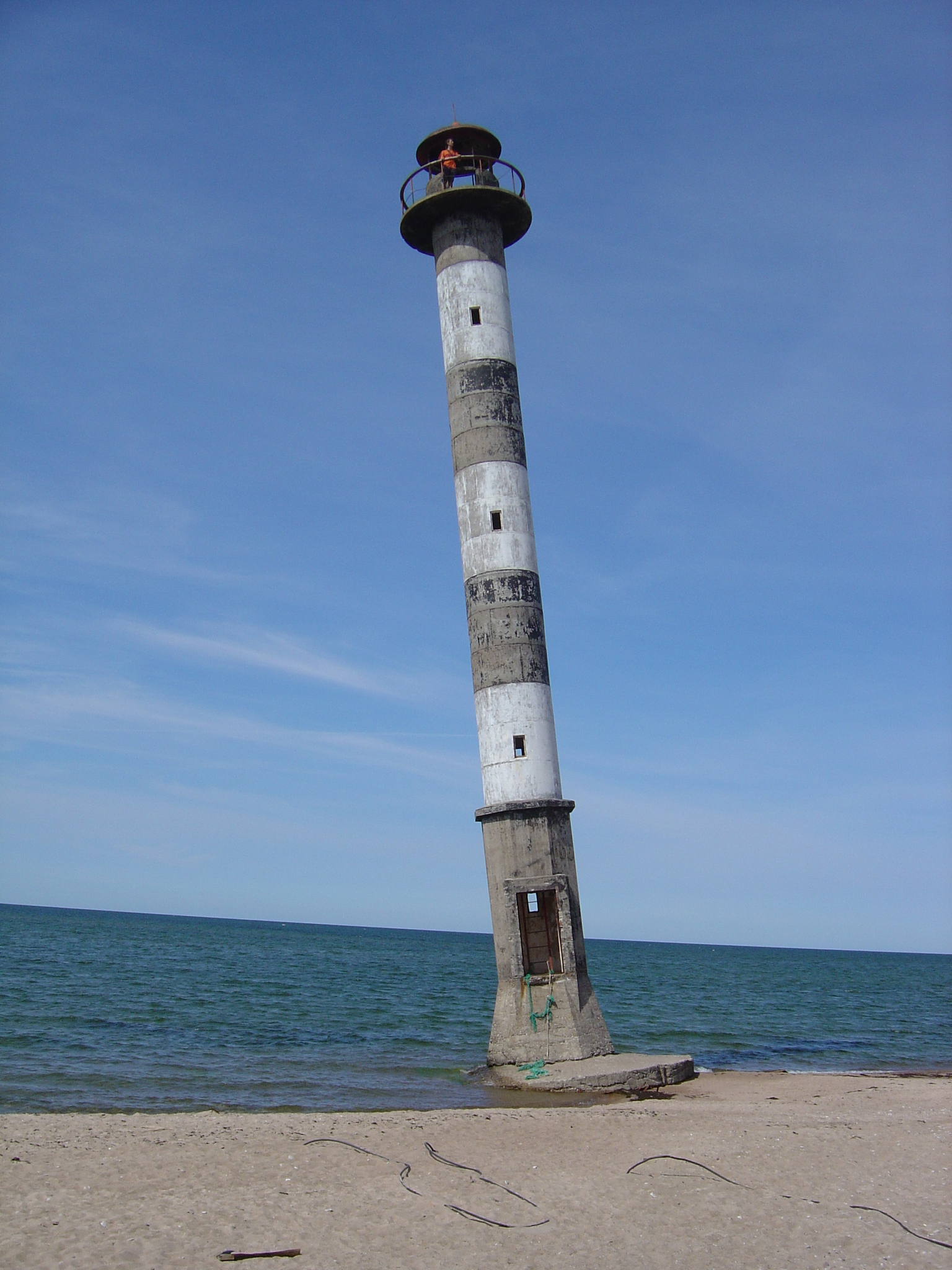
De vuurtoren Kiipsaare
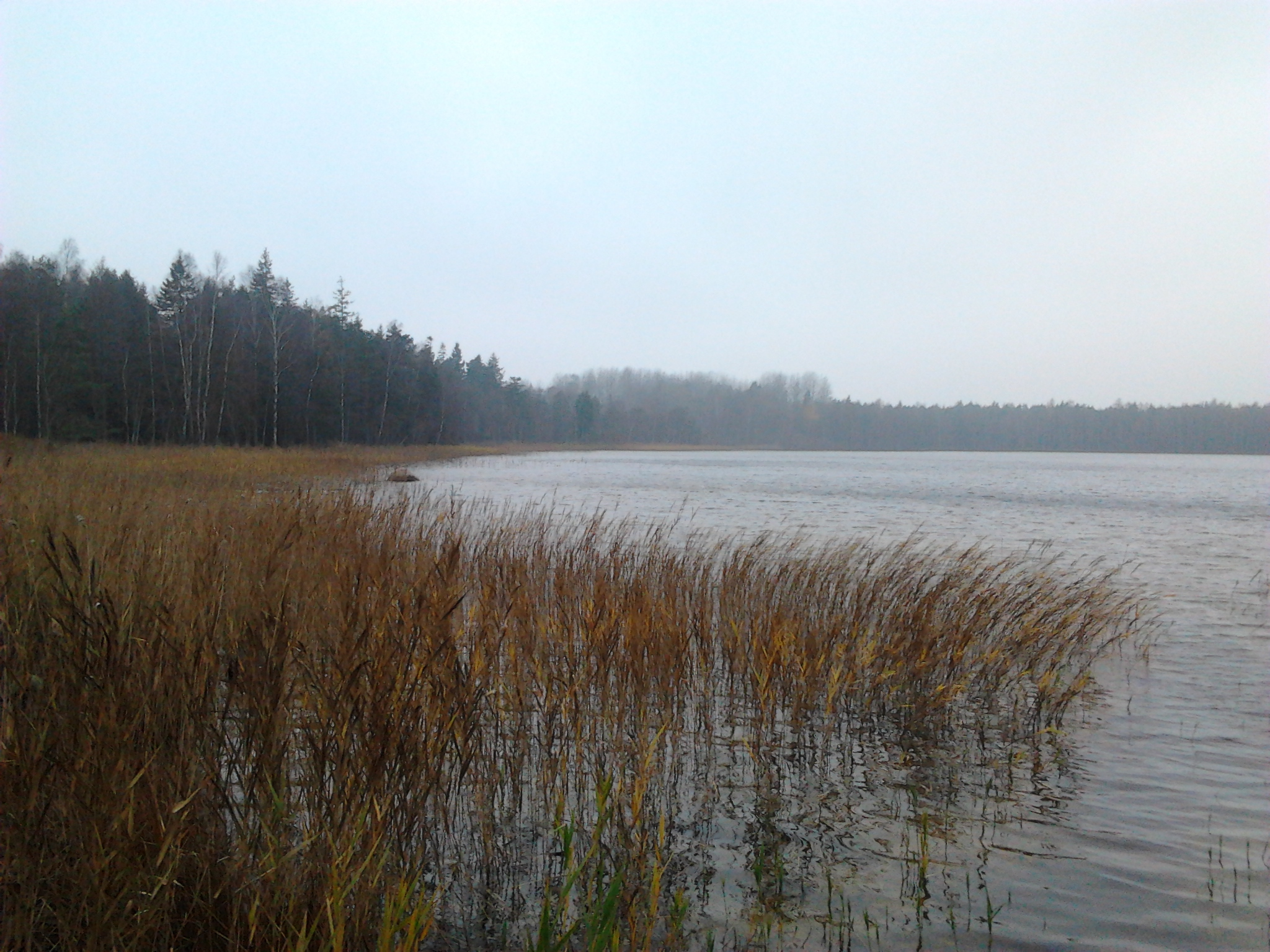
Het Sarapiku järv
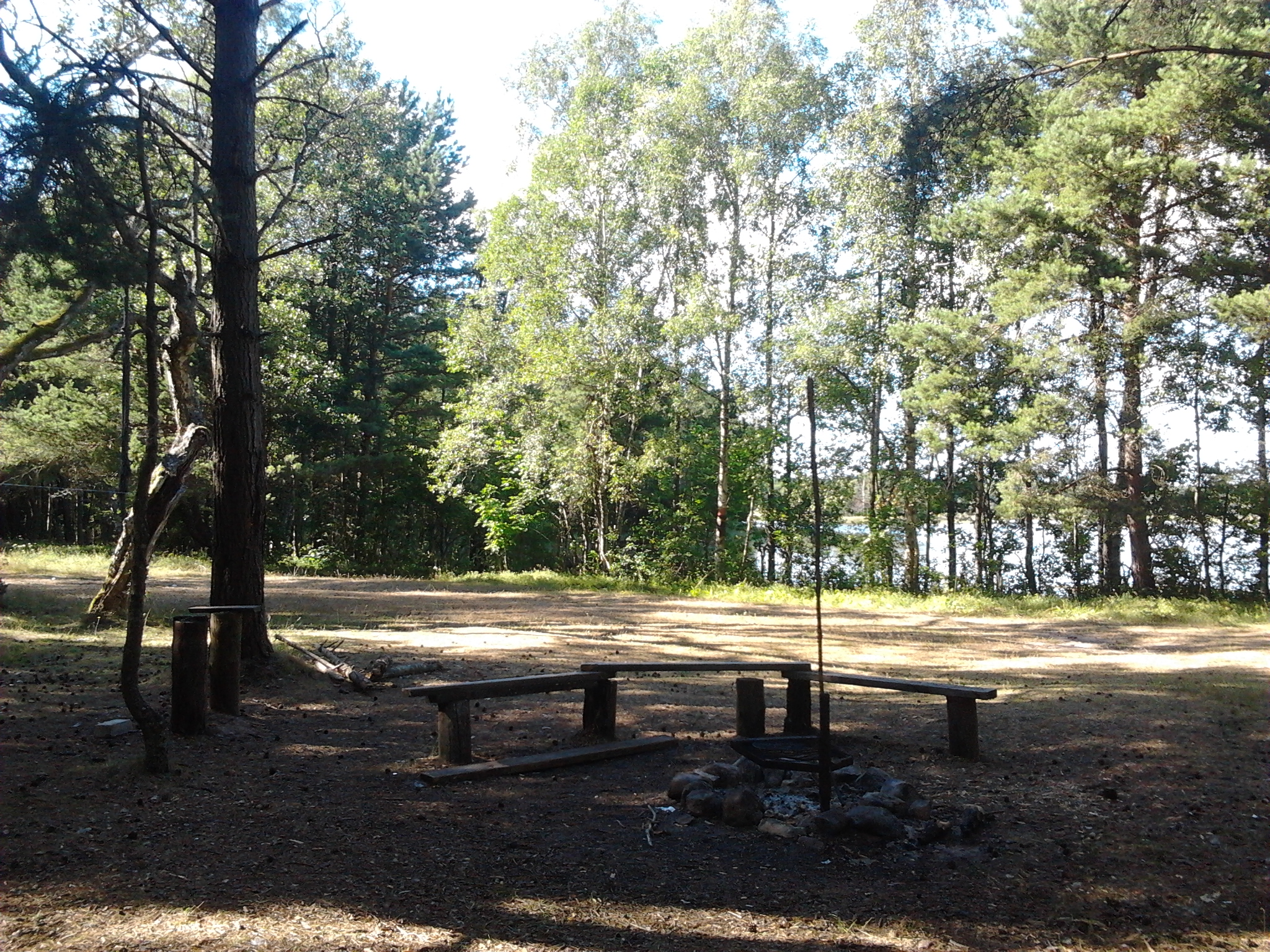
Kampeerterrein bij het Sarapiku järv
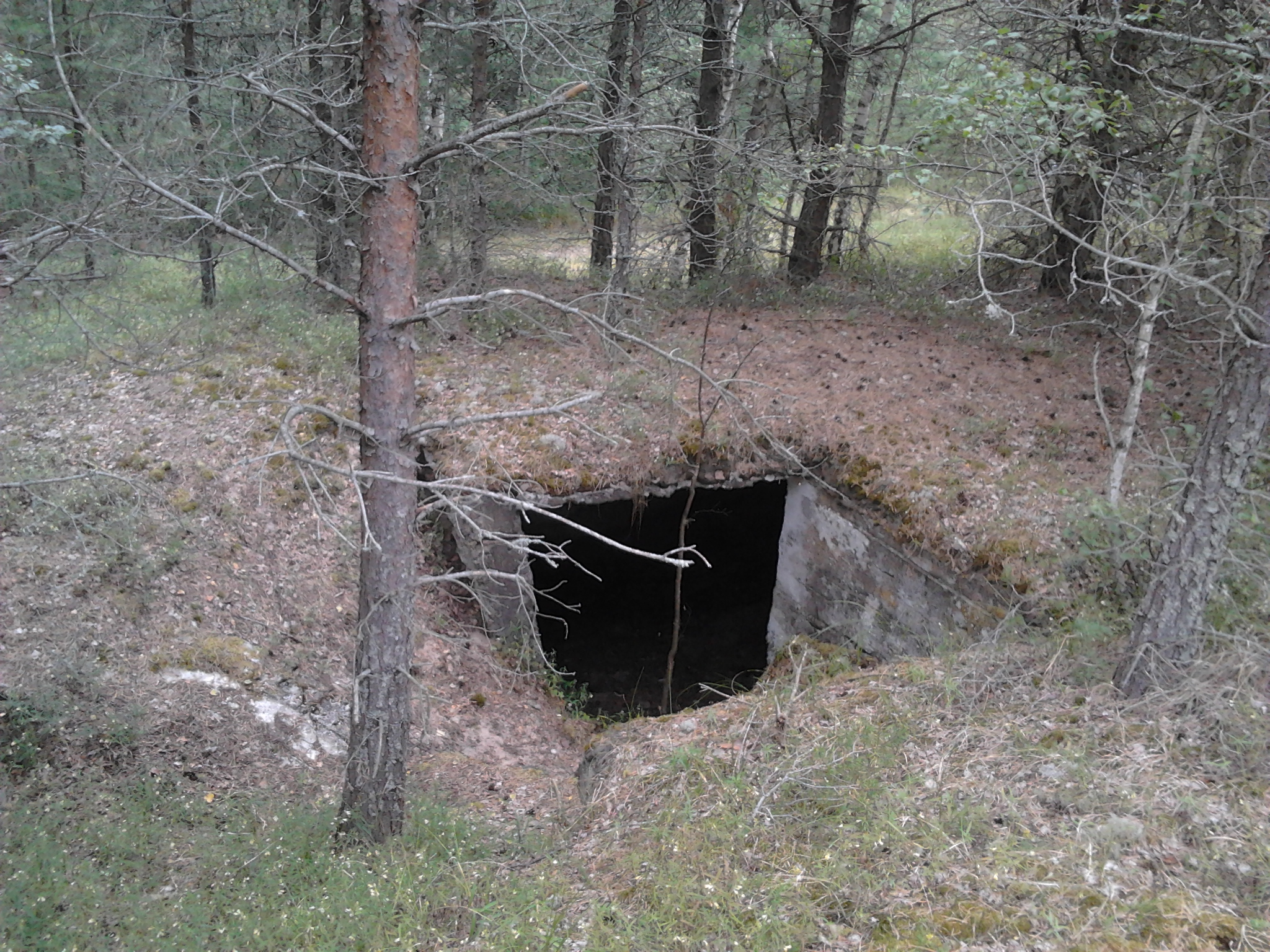
Vroegere bunker van het Rode Leger